# Schalunen
Schalunen es una localidad y antigua comuna suiza del cantón de Berna, situada en el distrito administrativo de Berna-Mittelland. Limita al norte y al este con la comuna de Bätterkinden, al sur con Fraubrunnen, y al oeste con Limpach y Büren zum Hof.
Hasta el 31 de diciembre de 2009 estaba situada en el distrito de Fraubrunnen. Y el 1 de enero de 2014 las comunas de Schalunen, Büren zum Hof, Etzelkofen, Grafenried, Limpach, Mülchi y Zauggenried se fusionaron en la comuna de Fraubrunnen.